# François Louis Dubois

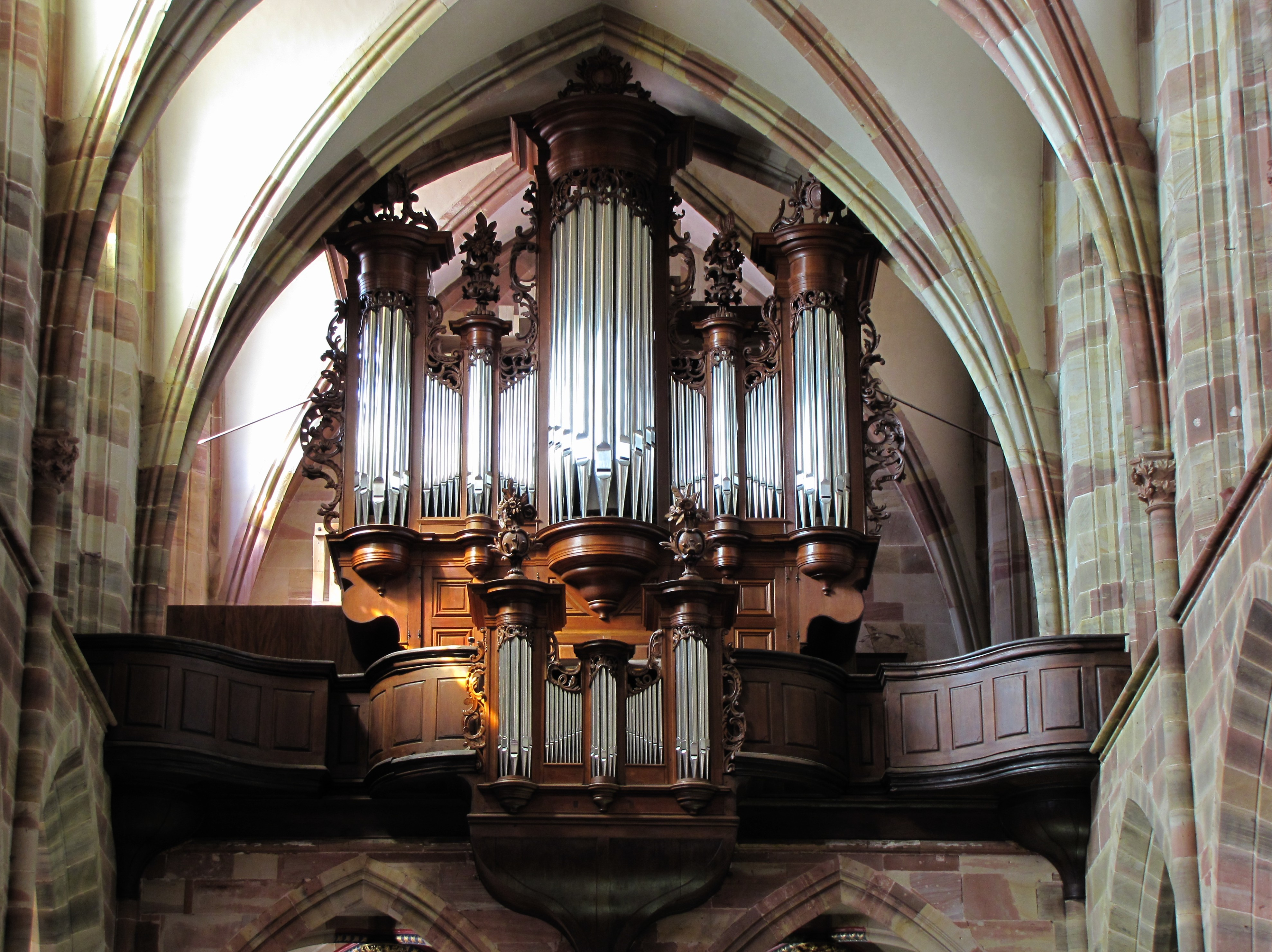
Dubois-Orgel in Wissembourg

Louis Dubois, auch François Louis Dubois (* 3. September 1726 in Montfaucon JU (Schweiz); † 23. Februar 1766) war ein elsässischer Orgelbauer schweizerischer Herkunft. 

## Leben und Werk
Dubois absolvierte seine Lehrzeit bei Jean-Baptiste Waltrin aus Ensisheim, bevor er sich im Jahr 1755 im elsässischen Ammerschwihr selbstständig machte und die Nachfolge von Waltrin antrat. Schon kurz danach verlagerte er seinen Orgelbaubetrieb ins nahe gelegene Kaysersberg. Dubois baute und reparierte in der Zeit zwischen 1756 und 1766 u. a. Orgeln in Rouffach, Oberentzen, Hilsenheim, Ammerschwihr und Saverne im oberrheinischen Barockstil.
Zu seinen bedeutendsten Werken zählt die große Orgel der Kirche St. Peter und Paul in Wissembourg Elsass, die größte Barockorgel im Elsass und die einzige erhaltene Orgel von Dubois, die auf einem 16-Fuß basiert. Bei diesem großen Werk standen Dubois mehr als ein Dutzend Mitarbeiter zur Seite. Die Orgel stellt zugleich sein letztes Opus dar und wurde nach umfangreichen Restaurierungsarbeiten im Jahr 2012 wieder in Betrieb genommen. Die Restaurierungsarbeiten führte die Orgelbaufirma Kern durch. Einige Orgelgehäuse gehen auf Joseph Bergöntzle (Bergäntzel) (1754–1819) zurück. Dubois galt als der größte Konkurrent Johann Andreas Silbermanns. Als Dubois mit 40 Lebensjahren starb, wurde seine Werkstatt von Jean-Jacques Besançon fortgeführt. Weitere Schüler waren Martin Bergäntzel und Weinbert Bussy.

## Werkliste
Die Liste bietet eine Übersicht über alle bekannten Orgelneubauten.
| Jahr      | Ort          | Kirche                                              | Bild | Manuale | Register | Bemerkungen                                                                       |
| --------- | ------------ | --------------------------------------------------- | ---- | ------- | -------- | --------------------------------------------------------------------------------- |
| 1758      | Rouffach     | Notre-Dame                                          |      | III/P   |          | Reparaturen und Erweiterungsumbau                                                 |
| 1759      | Oberentzen   | Église Saint-Nicolas                                |      | I/P     | 12       | Neubau; weitgehend erhalten                                                       |
| 1760      | Saint-Amarin | Église Saint-Projet et Saint-Amarin de Saint-Amarin |      | II/P    |          | Neubau; 1895 ersetzt                                                              |
| 1761      | Hilsenheim   | Dorfkirche                                          |      | I/P     | 13       | Neubau; 1858 umgesetzt nach Bossendorf, Église Saint-Laurent, und umdisponiert    |
| 1762      | Ammerschwihr | St-Martin                                           |      | III/P   | 33       | Neubau                                                                            |
| 1762?     | Gundolsheim  |                                                     |      | I/P     | 16       | Neubau                                                                            |
| 1763      | Ingwiller    | Eglise protestante                                  |      |         |          |                                                                                   |
| 1763      | Saverne      | Église des Récollets                                |      | II/P    | 21       | Neubau; 1885 umgebaut, 1995 restauriert                                           |
| 1763–1766 | Wissembourg  | St. Peter und Paul                                  |      | III/P   | 39       | Vollendung der Orgel von Johann Friedrich Alfermann (1757); 2010–2012 restauriert |